# Saado Ali Warsame
Saado Ali Warsame (tiếng Somalia: Saado Cali Warsame, tiếng Ả Rập: سادو علي ورسمه; 1950 – 23 tháng 7 năm 2014) là ca sĩ – người viết bài hát và chính trị gia người Somali-Mĩ. Bà phục vụ như một nhà lập pháp trong Quốc hội Liên bang Somalia. Một nhân vật nổi bật trong Âm nhạc truyền thống Somalia, tác phẩm nghệ thuật và lập pháp của cô tập trung vào công lý chính trị và xã hội. Bà đã bị tín đồ Hồi giáo giết vào năm 2014.

## Cuộc sống cá nhân
Warsame sinh năm 1956 ở Buuhoodle, nằm ở phía Bắc vùng Cayn ở Somalia. Bà đến từ một gia đình du mục ở tiểu bang Dhulbahante của Harti Darod.
Sau khi diễn ra nội chiến ở Somalia vào đầu những năm 1990, Warsame chuyển đến Minneapolis, Minnesota. Sau đó bà cư trú một thời gian ở St. Cloud.
Năm 2012, Warsame trở lại Somalia để phục vụ trong Chính phủ liên bang mới thành lập có trụ sở tại Mogadishu.

## Sự nghiệp

### Âm nhạc

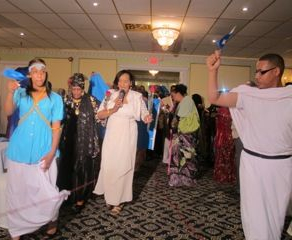
Saado Ali Warsame performing at a Somali community event organized in her honour (2011).

Warsame là một nhân vật nổi bật trong Âm nhạc truyền thống Somalia. Tác phẩm của bà được chú ý vì nhấn mạnh vào công bằng chính trị và xã hội, cũng như chủ nghĩa dân tộc và tình yêu lãng mạn. Bà thường sử dụng những lời châm biếm, ẩn dụ và ám chỉ lịch sử để truyền đạt những chủ đề phức tạp một cách dễ hiểu.

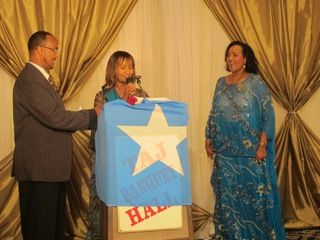
Fellow Somalis Hodan Nalayeh và Hassan Abdillahi tôn vinh Saado Ali Warsame tại một sự kiện SRAP ở Toronto (2011).

## Giải thưởng
Năm 2011, Warsame đã được trao giải Thành tựu trọn đời bởi người đồng hương Somalia Hodan Nalayeh của SRAP và Hassan Abdillahi "Karate" của Ogaal Radio tại một sự kiện SRAP ở Toronto.

## Danh sách đĩa nhạc
- "Laand Karuusar"
- "Aan kuu Taliyo"
- "Libdhimeyside Laas Caanood, Laba maahaa Waddankeennu"